# Чэнь Ици
Чэнь Ици (кит. трад. 陳奕齊) — политический деятель Китайской Республики (Тайваня). Председатель партии Тайваньская государственная строительная партия (ТГСП) с 2012 года.

## Карьера
Является основателем Taiwan Kijin (ранее «Jijin Wing»), а также был избран председателем первой политической группы Kijin Wing в июне 2015 года.
Был генеральным секретарем Тайваньского Южного информационного агентства, организовывал (Гаосюн и Тайнань) форум «Южный Луотуоси» и часто участвовал в работе «Thinking Forum» фонда образования Сяоин, Тайваньской ассоциации профессоров «Aurora Hope Electronic News» и «Chao Ke». Синие и зеленые опубликовали политические мнения.
В мае 2018 года я начал работать обозревателем журнала «Чтение новостей» в Форум-центре МинТВ.
Весной 2011 года официально вступил в стадию политической пропаганды. Чэнь Ици был последовательно приглашен изложить свои политические взгляды в «Наньше и Тайбэйская пятница».
27 апреля 2012 года, после проповеди «В поисках точки Архимеда политической реформы после 2012 года», была официально начата организация крыла Киджин.